# On the Horizon
Az On the Horizon Melanie C brit énekesnő második kislemeze második, Reason című albumáról. 2003. június 2-án jelent meg.
Az első kislemez, a Here It Comes Again viszonylagos sikertelensége után, illetve tekintettel arra, hogy az album csúszni kezdett lefelé a slágerlistán. a rajongók és kritikusok azt remélték, az új kislemez sikeres lesz. Az On the Horizonból azonban az első héten csak 8000 példány kelt el, és a brit slágerlistán a 14. helyet érte el. A dal nem segített az albumon, ami éppen csak bekerült a top 100-ba. A kislemez összesen 22 000 példányban kelt el.

## Dallista
CD kislemez (Egyesült Királyság)
1. On the Horizon [Radio Mix] – 3:36
2. I Love You Without Trying – 4:10

CD maxi kislemez (Európa)
1. On the Horizon [Radio Mix] – 3:36
2. I Love You without Trying – 4:10
3. Goin' Down [Live acoustic version] – 3:39

DVD kislemez (Egyesült Királyság)
1. On the Horizon (videóklip) – 3:33
2. Never Be the Same Again [Acoustic] – 4:07
3. Wonderland – 6:17
4. Behind the Scenes at "On the Horizon" Video shoot – 2:00

## Helyezések
| Slágerlista                | Legmagasabb helyezés |
| -------------------------- | -------------------- |
| Brit kislemezlista         | 14                   |
| Holland kislemezlista      | 16                   |
| Izraeli rádiós slágerlista | 2                    |
| Ír kislemezlista           | 45                   |
| Libanoni Radio One         | 2                    |